# Muscle petit zygomatique
Le muscle petit zygomatique (Musculus zygomaticus minor en latin) est un muscle facial cutané pair agissant sur la lèvre supérieure.

## Galerie

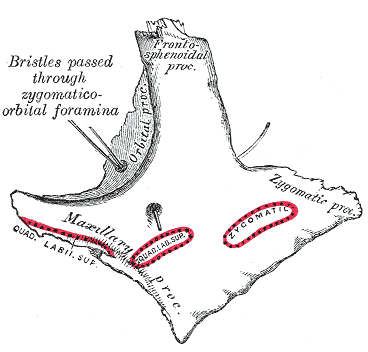

## Description
Le muscle petit zygomatique est un muscle grêle et rubané.

## Origine
Le muscle petit zygomatique nait sur l'os zygomatique en dedans du muscle grand zygomatique.

## Trajet
Le muscle petit zygomatique est oblique en bas et en dedans.

## Insertion
Le muscle petit zygomatique s'insère sur la face profonde de la peau, un peu en dedans et au-dessus de la commissure des lèvres.

## Innervation
Le muscle petit zygomatique est innervé par un rameau zygomatique du nerf facial.

## Action
Le muscle petit zygomatique porte la lèvre supérieure vers le haut.